# Pajarete (bebida jalisciense)

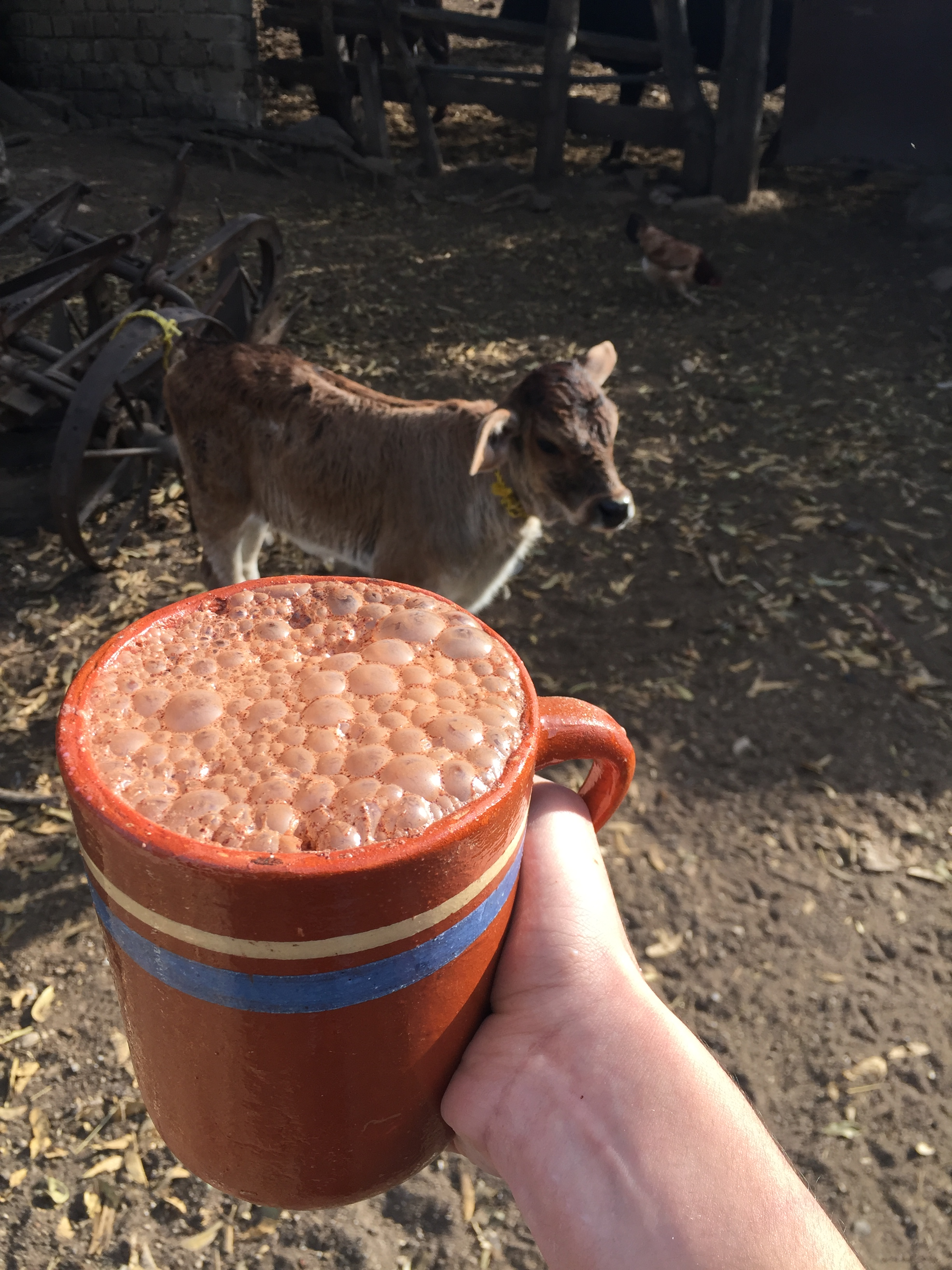
Pajarete de leche de vaca.

El pajarete es una bebida alcohólica mexicana originaria del sureste del estado de Jalisco, México. El pajarete consiste en leche bronca (generalmente de vaca, pero también puede ser de chiva), chocolate y alcohol de caña de 96 grados.  Esta bebida también puede ser acompañada con mazapán, café o vainilla. La bebida surgió en las rancherías, ya que era popular entre los rancheros que la bebían antes de su jornada laboral y es comúnmente ofrecida por el ganadero propietario. También era consumida por personal brigadista en horas de descanso. Se cree que también es una bebida con propiedades medicinales.
Es una bebida muy popular y tradicional de los productores lecheros del sur de Jalisco. Esta bebida también se ha extendido a otras localidades como los estados de Colima y Michoacán.

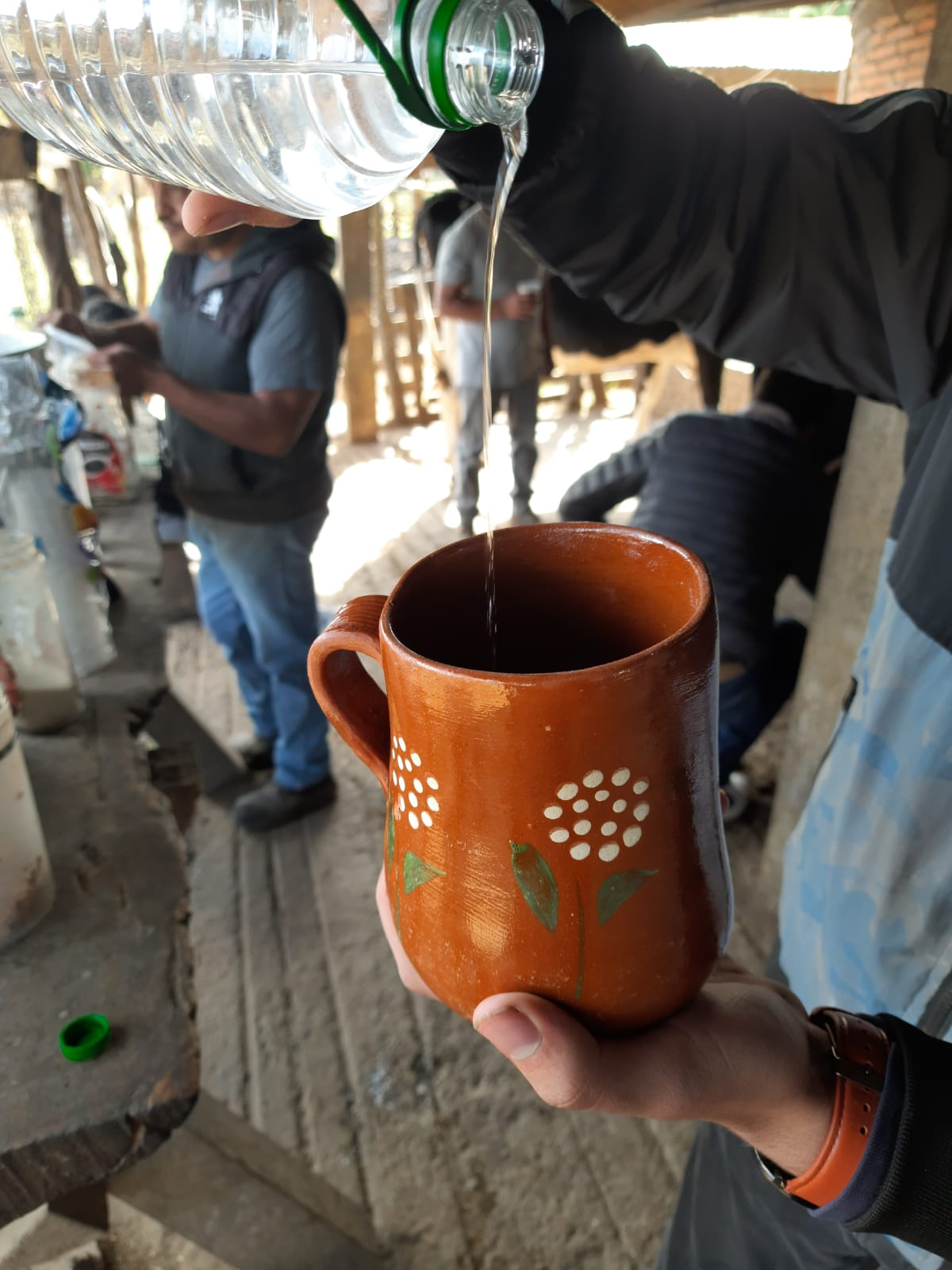
Persona vertiendo alcohol de caña de 96 grados en un jarro de barro para hacer un pajarete.

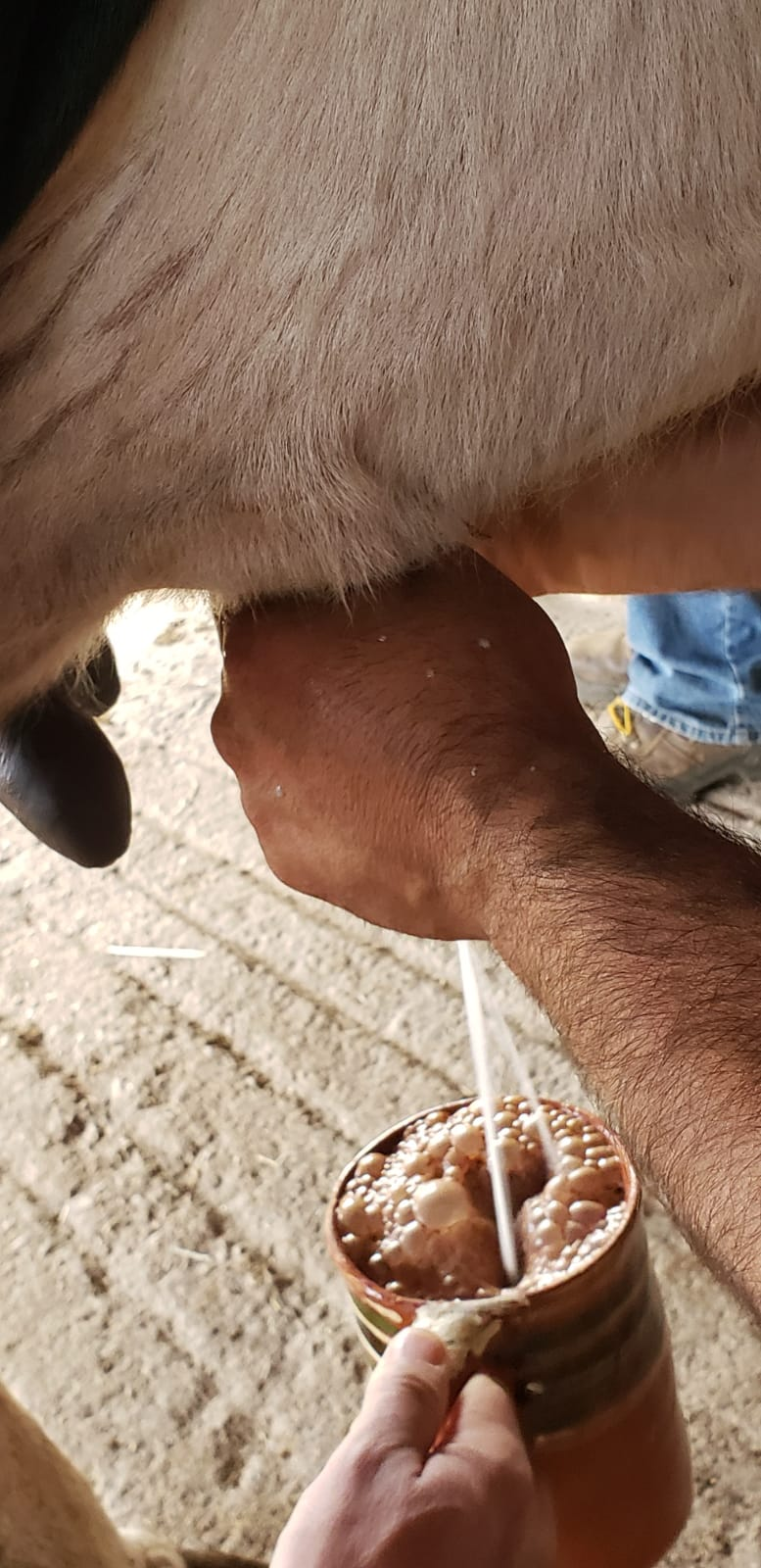
Ganadero ordeñando a una vaca para hacer un pajarete.